# Эптон, Марк
Марк Эптон (англ. Mark Epton; Пустой шаблон {{ВД-Преамбула}} ) — английский боксёр, участник летних Олимпийских игр (1988), серебряный призёр Игр Содружества (1986).

## Биография
Родился 22 октября 1965 года в Мексборо, Донкастер, Англия, Великобритания. 
В 1986 году Эптон представлял Англию на Играх Содружества 1986 года в Эдинбурге, Шотландия, завоевав серебряную медаль в весовой категории до 48 кг. Спустя два года он представлял Великобританию на боксёрском турнире летних Олимпийских играх 1988 года в Сеуле. На турнире Эптон смог дойти до 1/16 финала, проиграв болгарскому бойцу Ивайло Маринову, завоевавшему впоследствии золотую медаль.
24 мая 1989 года Эптон дебютировал на профессиональном ринге, проведя в общей сложности шесть профессиональных боёв и одержав победу в каждом из них, после чего завершил спортивную карьеру.